# السيدة من تل أبيب
السيدة من تل أبيب هي الرواية الأولى للكاتب الفلسطيني ربعي المدهون. صدرت الرواية لأوّل مرة عام 2010 عن المؤسسة العربية للدراسات والنشر في لبنان. ودخلت في القائمة النهائية «القصيرة» للجائزة العالمية للرواية العربية لعام 2010، المعروفة باسم «جائزة بوكر العربية».

## حول الرواية
يتناول الكاتب الفلسطيني «ربعي المدهون» في روايته هذه قضية الصراع الفلسطيني/العربي/الإسرائيلي ويختار لحظة مشحونة بالهواجس والتوتّر والريبة حدّ الانفجار. البطلان هما «وليد دهمان» العائد من مغتربه الأوروبي بعد سنين طويلة لزيارة أهله في غزة عبر مطار بن غوريون في تل أبيب، والإسرائيلية «دانا أهوفا» التي تشاء المصادفات أن تجلس في المقعد المجاور لمقعده. هكذا يبدأ التماس بينهما، وما يشبه الحوار المتقطّع الذي يأخذ القارئ إلى أصقاع نائية في الذاكرة والتاريخ والذات البشرية. رواية تحاول مقارنة الحقيقة في تعقّدها ولبسها وغموضها، ولا تركن إلى أحكام ايديولوجية جاهزة.

## شخصيات الرواية[5]
- وليد الدهمان: هو االشخصية الرئيسية في الرواية، وتتماها ملامح هذه الشخصية مع الكاتب نفسه حسب رأي النقاد. وهو فلسطيني مهاجر تنقل في عدة دول واستقر في لندن. قرر زيارة والدته وأهله في قطاع غزة المحتل بعد فراق قسري دام 38 عاما بسبب حرب حزيران 1967.
- دانا أهوفا: فنانة إسرائيلية التقت بالبطل أثناء عودته.

## اقتباسات
- " وصلت إلى لندن قرابة العاشرة ليلاً، منهمكاً متعباً من طول السفر، ومن الإجراءات الأمنية التي لا مثيل لها في مطار بن غوريون في تل أبيت، والتي صادفت قسوتها مجيئي في قطاع غزة. عوملت خلالها كمن يهرب إنتحاريين في حقائبه. استقبلتني في طابور تفتيش المسافرين فتاة في العشرينات من عمرها، استجوبتني لمدة عشر دقائق على الأقل، ركزت أسئلتها على ما كنت أفعله في غزة، وبمن التقيت هناك، كان أكثر ما أدهشني وأغاظني أيضاً، سؤالها عن مكان ولادتي في أسدود، ولماذا هو مدوّن في جواز سفري!"

- " كلما هاجر يهوديٌ ما من بلدٍ ما إلى إسرائيل ،إنتقل فلسطيني وربما عشرة إلى مهجر جديد .... تسقط مهاجركم لتبدأ منافينا ..."
- " أنا لايرعبني شيء مثلما ترعبني هواجسي".
- " الوطن حقيقةٌ ترفض أن تموت تحت ضربات وقائع تاريخٍ لم يرحمها".
- " لا يعرف وليد أنه سوف يستيقظ في الصباح على ضوء شمس مستعملة مرت بمستوطنة ( دوغيت ) اليهودية. تدريجيا، سوف يستوعب الظاهرة الغريبة و يفعل ما يفعله الآخرون : يغسل الشمس بالأماني ويخلصها من ظلال الاحتمالات ، فتبقى نظيفة النهار كله . لكنها ما إن تبتعد نحو المساء، حتى يتلقفها مستوطنو ( نسانت ) قبل أن يطويها المغيب . ويسمع وليد مثل الآخرين ، أصوات تكسر أشعتها خلف أفق من أسلاك شائكة وثكنات عكسرية تعلوها أبراج مراقبة . و في الصباح، تشرق الشمس مستعملة".[6]